# 星新一ミステリーSP
『星新一ミステリーSP』（ほししんいちミステリースペシャル）とは、2014年2月15日に『土曜プレミアム』枠で放送された星新一原作のオムニバス形式スペシャルドラマである。

## 概要
「ショートショートの神様」である星新一の1000を超える作品の中から「きまぐれロボット」、「七人の犯罪者」、「霧の中で」、「華やかな三つの願い」、「程度の問題」、計5本がドラマ化される。
同じ共同テレビ制作の『世にも奇妙な物語』と同じ監督・脚本家が多く参加し、90年代の作品を多く演出してきた星護や土方政人、飯田譲治の他に、脚本でも同番組で様々な作品を執筆してきた高山直也、『33分探偵』『東京DOGS』の福田雄一などが参加している。

## 程度の問題

### キャスト
- エヌ氏 - 岡田将生
- マリアンナ - 菜々緒
- ケイ - マイコ
- バーテン - 大谷亮介
- 婦人 - 宍戸美和公
- 管理人 - 窪園純一
- ジョージ - マーク・チネリー
- ウエイトレス - 辻元舞
- 報道陣 - 大波誠
- 少年1 - 坂口湧久
- 少年2 - 高橋楓翔
- 本部の声 - ドン・ジョンソン
- W氏 - 吉田鋼太郎

### スタッフ
- 原作 - 星新一『程度の問題』（『ボッコちゃん』所収 / 新潮文庫刊）
- 脚本 - 福田雄一
- 監督 - 土方政人

## きまぐれロボット

### あらすじ
劇中、原作には無いスタンリー・キューブリックの「シャイニング」やアルフレッド・ヒッチコックの「サイコ」のパロディが多用されている。

### キャスト
- エヌ氏 - 小日向文世
- ケイ氏 - 川平慈英
- オー氏 - 矢柴俊博
- 少女A - 川東眞央
- 少女B - 川東奈那子
- ロボット - 神戸豊
- ロボット (声) - コトウロレナ

### スタッフ
- 原作 - 星新一『きまぐれロボット』（『きまぐれロボット』所収 / 角川文庫刊）
- 脚本・監督 - 飯田譲治
- ロボット制作 - 澗淵隆文
- ロボットデザイン - 楠川浩之

## 霧の星で

### キャスト
- 男 - マキタスポーツ[3]
- 女 - 佐々木希[4]
- 救助隊1 - 古川雄輝
- 救助隊2 - 中山麻聖
- 救助隊3 - 芳野正朝
- パイロットの声 - 田代純一朗

### スタッフ
- 原作 - 星新一『霧の星で』（『ようこそ地球さん』所収 / 新潮文庫刊）
- 脚本 - 小川真
- 監督 - 星護

## 七人の犯罪者

### キャスト
- 男 - 勝村政信
- 検事 - 伊藤正之
- 裁判長 - 児玉頼信
- 金庫破り - 上田耕一
- 荒事 - 阿部亮平
- 運搬 - 亀谷さやか
- ハッカー - 牧田哲也
- 警官1 - 藤崎卓也
- 警官2 - 北原貴司
- 警官3 - 髙木順巨
- 警官4 - 小山弘訓
- アナウンサー - 久野知美
- 定食屋の女 - 宮崎瑠依
- 刑務官 - 永井悠造
- 女 - 来栖夕季
- 刑事 - 梨本謙次郎

### スタッフ
- 原作 - 星新一『七人の犯罪者』（『かぼちゃの馬車』所収 / 新潮文庫刊）
- 脚本 - 高山直也
- 監督 - 河野圭太

## 華やかな三つの願い

### キャスト
- 由香里 - 壇蜜[5]
- 悪魔 - 遠藤憲一
- 剛志 - 徳山秀典
- 熊谷 - 清水伸
- 伊東 - 小林博
- ヒモ彼 - 佐野和真
- 社員1 - 川本成
- 社員2 - 五十嵐麻朝
- 社員3 - 山本圭祐
- 経済誌の記者 - 滝直希
- 宝くじのおばさん - 兎本有紀
- 執事 - 鹿出俊之輔
- メイド - 久保陽香

### スタッフ
- 原作 - 星新一『華やかな三つの願い』（『午後の恐竜』所収 / 新潮文庫刊）
- 脚本 - 小川真
- 監督 - 後藤庸介

## スタッフ（全話共通）
- 原作 - 星新一
- 企画協力 - 星ライブラリ、新潮社
- メインテーマ - 渋谷慶一郎[6]
- 音楽 - 原田智英
- ナレーション - 山野井仁
- 吹き替え - 大黒和広
- 演出補 - 北坊信一、紙谷楓、高橋由妃、増間高志、大崎翔、斎藤誠
- サウンドデザイン - 近藤隆史
- オープニング - 植木秀治、関口功二
- タイトル - 若林恵梨子
- イラスト - 廣瀬渡
- VFX - エヌ・デザイン
- スタントコーディネーター - 伊勢田隆弘
- 写真提供 - 新潮社写真部
- 引用 - 江坂遊・編『スター・ワーズ 星新一の名言160選』（樹立社刊）
- 編成企画 - 羽鳥健一
- プロデューサー - 後藤庸介
- アソシエイトプロデューサー - 小椋久雄
- プロデューサー補 - 牧原猛
- 制作 - フジテレビ
- 制作著作 - 共同テレビ

## 放送日程
| 放送日  | サブタイトル       | 脚本     | 監督     | 主演                    | 視聴率 |
| ------- | ------------------ | -------- | -------- | ----------------------- | ------ |
| 2月15日 | 程度の問題         | 福田雄一 | 土方政人 | 岡田将生                | 7.8%   |
| 2月15日 | きまぐれロボット   | 飯田譲治 | 飯田譲治 | 小日向文世              | 7.8%   |
| 2月15日 | 霧の星で           | 小川真   | 星護     | マキタスポーツ 佐々木希 | 7.8%   |
| 2月15日 | 七人の犯罪者       | 高山直也 | 河野圭太 | 勝村政信                | 7.8%   |
| 2月15日 | 華やかな三つの願い | 小川真   | 後藤庸介 | 壇蜜 遠藤憲一           | 7.8%   |